# インスブルック
インスブルック（Innsbruck [ˈɪnsbʁʊk] ( 音声ファイル)）は、オーストリア共和国の都市で、チロル州の州都である。風光明媚な観光地として、またウィンタースポーツの地として世界的に知られており、1964年と1976年に冬季オリンピックが開催された。この名前は、「イン川の橋」という意味である。
イタリアやドイツに抜ける交易路の重要な中継地点である。またハプスブルク家の政治中枢となるホーフブルク宮殿（別名：インスブルック王宮）が置かれ、ハプスブルク本家出身の神聖ローマ皇帝マクシミリアン1世の治世時には神聖ローマ帝国の都とされ文化と政治の中枢となった。
面積104.91 km²、2016年1月の人口は13万人強であり、オーストリアで5番目に人口が多い都市である。インスブルック都市圏全体の人口は約29万人。さらに約3万人が非定期居住者として登録されている。

## 地勢
イン川沿いに位置する。インスブルックという地名自体が、「イン（川）の橋」という意味になる。ドイツに至るためのアールベルク峠、イタリアに至るためのブレンナー峠に近いため、交易上の中継都市として重要な役割を果たした（これらの経路は交易路帝国街道の一部である）。近隣の都市としては、約95キロ北にドイツのミュンヘン、85キロ南にイタリアのボルツァーノが位置する（直線距離、実際の走行距離はブレンナー峠を越えて118km）。市街部の標高は約574mである。

## 歴史
石器時代初期に人が住んでいた形跡が残されており、古代ローマ時代まで人が継続的に住んでいた様子が確認されている。4世紀の古代ローマ時代には、Oenipons と呼ばれ、現在でも地名として残る軍事基地 Veldidena が重要な交易路を守るために置かれた。当時のインスブルックを指す Oeni Pontum もしくは Oeni Pons という名前は、ラテン語で「イン川（ Oenus ）の橋（ pons ）」から来ている。
1167年/ 1183年頃の史料によれば、この町はアンデクス伯ベルトルト5世（Graf Berthold V. von Andechs; -1204.8.12. 聖エリーザベト の母方の祖父）により建設され、イン川の北岸に橋（市名の由来となる）が架けられ、市場集落（Marktsiedlung）が置かれた。谷の南側はプレモントレ修道参事会修道院ヴィルテン（Prämonstratenserkloster Wilten）が所有していたが、ベルトルトは1180年今日の旧市街（Altstadt）にあたる土地を獲得した。最初に、このイン川の南に位置する集落中心部に周壁がめぐらされた。1187年と1204年の間には市の全域（der gesamte Burgfrieden）が自治権（städtische Rechte）を獲得し、1205年には≫burgum≪と、1209年 には≫civitas≪と記された。インスブルックの獲得した権利は、1239年アンデクス・メラニエン大公オットー2世（Herzog Otto II. von Andechs-Meranien）発行の文書に伝えられている。1267年の史料に見られる市章（Stadtsiegel）は1248年以前に成立されたと思われる。アンデクス伯家が1248年に途絶えると、インスブルックはチロル伯アルベルト4世（Graf Albert IV. von Tirol）、さらにヒルシュベルト伯ゲプハルト（Graf Gebhard von Hirschberg）と渡り、1263年にはゲルツ・チロル伯爵家（Grafen von Görz-Tirol）の所有するところとなった。1281年に南側の新市街（Neustadt）へと広がったインスブルックは、約298 haとなった。1363年チロルがオーストリア大公家（Herzoge von Österreich）に渡ったことはインスブルックにとって極めて大きな意味を持った。市は1420年頃大公家の本拠地かつチロルと前部オーストリア（Vorderösterreich）の政治の中心地となった。インスブルックはアウクスブルクとイタリアを結ぶ街道の要衝として15世紀以後文化的・経済的に繁栄した。皇帝マクシミリアン1世の時代の人口は約5000人であった。
マクシミリアン1世の治世時には都が置かれ、各地から商人が往来する繁栄をした。チロルの鉱山から産出される豊かな資源を利用して、当地に武器工場を建て、最新の甲冑（フリューテッドアーマー）を開発、製造させた。
1703年7月26日（聖アンナの日）チロルの民兵組織は、スペイン継承戦争の間マックス・エマヌエル選帝侯率いるバイエルン軍の侵入に立ち向かい撃退したが、それを記念してインスブルックの目抜き通り「マリア・テレジア通り」には、「聖アンナ記念柱」（Annasäule）が建てられている。
1756年 8月18日 マリア・テレジアの夫フランツ1世が、市内のホーフブルク王宮にて急死した。
ナポレオン戦争の時代、チロルはバイエルンの支配下に置かれたが、1809年4月に武装蜂起を起こす。この時、後に「チロルの英雄」として現在にいたるまでチロル人の誇りとなっているアンドレアス・ホーファー率いる農民軍は数度にわたってフランス・バイエルン連合軍を打ち破った。ホーファーの大理石像と遺骸は、マクシミリアン1世の孫、フェルディナント1世の完成させた宮廷教会（Hofkirche）にある。なおこの教会は元々、マクシミリアン1世の霊廟（大理石の棺を皇帝ゆかりの人のブロンズ像28体が囲む壮麗なもの）を設置するために建てられたものである。
1848年にもウィーンで三月革命が起こった際、一時的に王宮がインスブルックに移された。

## 気候
ケッペンの気候区分によると、インスブルックの気候は西岸海洋性気候（Cfb）に属する。
北緯47度の山岳地帯に位置するにもかかわらず、北大西洋海流の影響により、冬季の気温が高い。低緯度である北緯35度から北緯40度に位置する飛騨地方や長野県、東北地方内陸部よりも冬季の平均最低気温が高く、降雪量も少ない。
| インスブルック空港の気候                                                                      | インスブルック空港の気候 | インスブルック空港の気候 | インスブルック空港の気候 | インスブルック空港の気候 | インスブルック空港の気候 | インスブルック空港の気候 | インスブルック空港の気候 | インスブルック空港の気候 | インスブルック空港の気候 | インスブルック空港の気候 | インスブルック空港の気候 | インスブルック空港の気候 | インスブルック空港の気候 |
| 月                                                                                            | 1月                      | 2月                      | 3月                      | 4月                      | 5月                      | 6月                      | 7月                      | 8月                      | 9月                      | 10月                     | 11月                     | 12月                     | 年                       |
| --------------------------------------------------------------------------------------------- | ------------------------ | ------------------------ | ------------------------ | ------------------------ | ------------------------ | ------------------------ | ------------------------ | ------------------------ | ------------------------ | ------------------------ | ------------------------ | ------------------------ | ------------------------ |
| 最高気温記録 °C （°F）                                                                        | 20.2 (68.4)              | 18.6 (65.5)              | 23.9 (75)                | 26.4 (79.5)              | 32.2 (90)                | 33.6 (92.5)              | 37.7 (99.9)              | 35.0 (95)                | 32.1 (89.8)              | 26.0 (78.8)              | 21.2 (70.2)              | 17.1 (62.8)              | 37.7 (99.9)              |
| 平均最高気温 °C （°F）                                                                        | 3.5 (38.3)               | 6.3 (43.3)               | 11.3 (52.3)              | 14.8 (58.6)              | 20.3 (68.5)              | 22.6 (72.7)              | 24.7 (76.5)              | 24.4 (75.9)              | 20.8 (69.4)              | 15.8 (60.4)              | 8.2 (46.8)               | 3.7 (38.7)               | 14.7 (58.5)              |
| 日平均気温 °C （°F）                                                                          | −1.7 (28.9)              | 0.4 (32.7)               | 4.8 (40.6)               | 8.4 (47.1)               | 13.4 (56.1)              | 16.1 (61)                | 18.1 (64.6)              | 17.7 (63.9)              | 14.0 (57.2)              | 9.1 (48.4)               | 2.9 (37.2)               | −1.0 (30.2)              | 8.5 (47.3)               |
| 平均最低気温 °C （°F）                                                                        | −5.2 (22.6)              | −3.7 (25.3)              | 0.2 (32.4)               | 3.4 (38.1)               | 7.8 (46)                 | 10.8 (51.4)              | 12.8 (55)                | 12.7 (54.9)              | 9.3 (48.7)               | 4.8 (40.6)               | −0.5 (31.1)              | −4.2 (24.4)              | 4.0 (39.2)               |
| 最低気温記録 °C （°F）                                                                        | −23.8 (−10.8)            | −17.3 (0.9)              | −16.5 (2.3)              | −4.8 (23.4)              | −2.3 (27.9)              | 3.0 (37.4)               | 4.4 (39.9)               | 1.9 (35.4)               | −0.9 (30.4)              | −6.6 (20.1)              | −17.9 (−0.2)             | −20.1 (−4.2)             | −23.8 (−10.8)            |
| 降水量 mm （inch）                                                                            | 43.9 (1.728)             | 41.4 (1.63)              | 55.9 (2.201)             | 57.7 (2.272)             | 87.1 (3.429)             | 110.3 (4.343)            | 137.2 (5.402)            | 111.3 (4.382)            | 78.1 (3.075)             | 57.3 (2.256)             | 63.2 (2.488)             | 53.1 (2.091)             | 896.5 (35.295)           |
| 降雪量 cm （inch）                                                                            | 25.6 (10.08)             | 30.0 (11.81)             | 12.5 (4.92)              | 3.5 (1.38)               | 0.0 (0)                  | 0.0 (0)                  | 0.0 (0)                  | 0.0 (0)                  | 0.0 (0)                  | 0.8 (0.31)               | 12.0 (4.72)              | 25.9 (10.2)              | 110.3 (43.43)            |
| 平均降水日数 （≥1.0 mm）                                                                      | 7.4                      | 7.3                      | 8.8                      | 9.7                      | 10.7                     | 13.2                     | 13.9                     | 12.6                     | 9.2                      | 7.8                      | 9.0                      | 8.6                      | 118.2                    |
| 平均降雪日数 （≥1.0 cm）                                                                      | 20.3                     | 14.8                     | 6.2                      | 1.9                      | 0.0                      | 0.0                      | 0.0                      | 0.0                      | 0.0                      | 0.3                      | 5.1                      | 16.5                     | 65.1                     |
| 平均月間日照時間                                                                              | 94.7                     | 121.1                    | 154.2                    | 168.2                    | 193.0                    | 186.8                    | 215.5                    | 214.4                    | 180.0                    | 159.0                    | 102.2                    | 82.8                     | 1,871.9                  |
| 出典：Central Institute for Meteorology and Geodynamics、日照時間はインスブルック大学の観測所 |                          |                          |                          |                          |                          |                          |                          |                          |                          |                          |                          |                          |                          |

## 文化

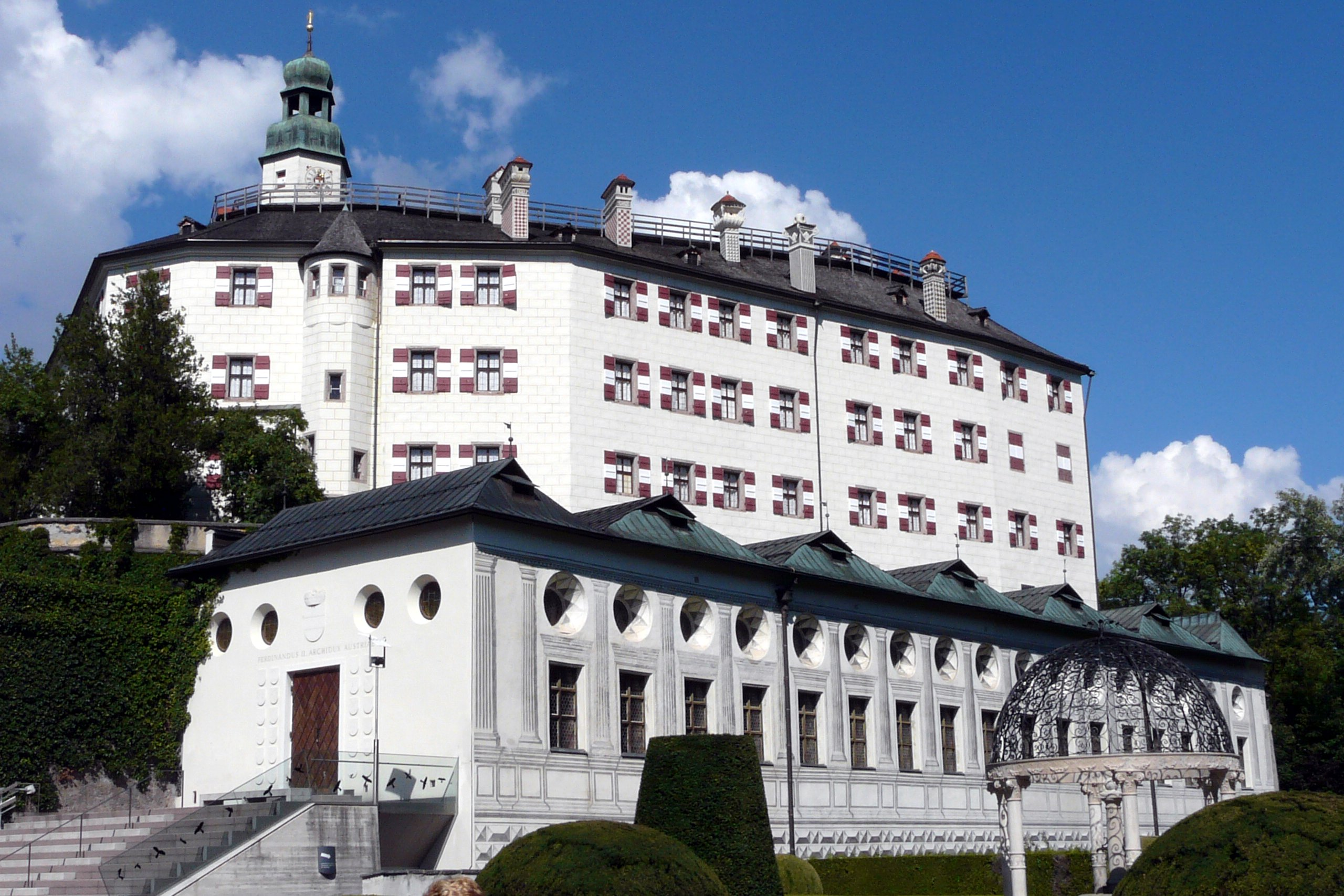
フェルディナント2世の居城であり、芸術史・博物館においても貴重な驚異の部屋を持つアンブラス城

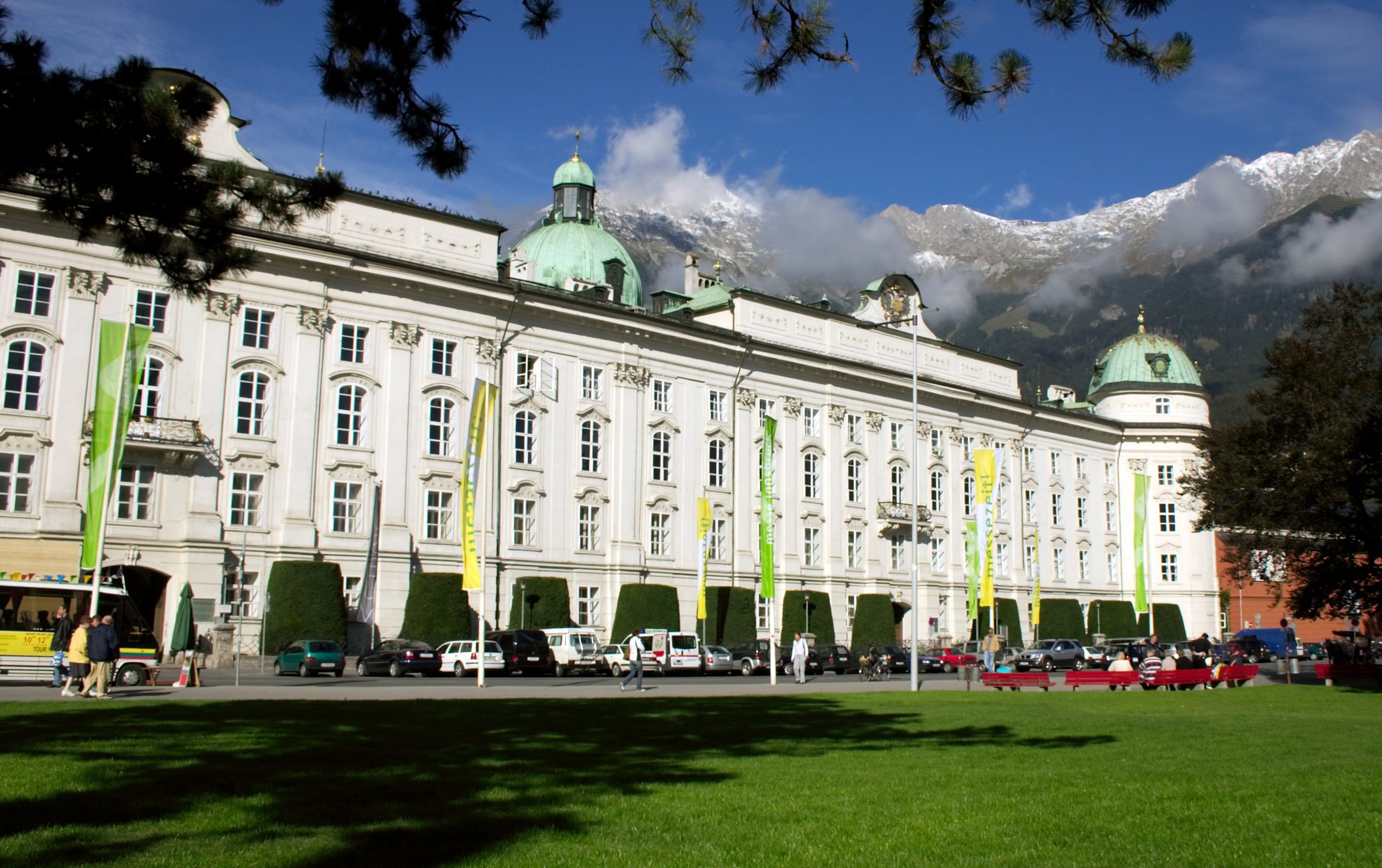
ハプスブルク家が居住したホーフブルク宮殿。ウィーンにあるシェーンブルン宮殿、ホーフブルク宮殿と合わせオーストリアの三大重要文化建築物とされている。

舞踏会や演劇といった芸術活動が非常に盛ん。ティロル州立劇場は1629年建築の重厚な古典様式の劇場であり、オペラ、演劇、ミュージカルなど様々なプログラムを上演している。ティロル州立博物館 (Tiroler Landesmuseum) はフェルディナント2世にちなんでフェルディナンデウム (Ferdinandeum) と呼ばれており、考古学、楽器、絵画等の展示を揃えた総合博物館である。
大学は1669年創立のインスブルック大学 (Universität Innsbruck) と医科大学があり、2万人以上の学生が学んでいる。

### 歴史遺産
旧市街に黄金の小屋根(de:Goldenes Dachl)と呼ばれるバルコニーがあり、マクシミリアン1世がチロル公国を継承後、6年目の1496年にこの建物を完成させ、バルコニーから祭りを見物した。この屋根には2,657枚の金の瓦が使用され、当時のチロルの富と繁栄の象徴となった。
インスブルック王宮教会にはマクシミリアン1世の棺があり、生涯をたどった大理石のレリーフが掘り込まれている。アーサー王、皇帝ルドルフ1世、皇帝フリードリヒ3世、ブルゴーニュ女公マリー、ジグムント大公、皇妃ビアンカ、フィリップ美公、カスティーリャ女王ファナら28体の彫像がマクシミリアン1世に参列するという設定で棺の周りに並べられ、棺の上には神に祈るマクシミリアン1世の像が載っている。

### 舞踏会
チロル州はワルツの発祥の地ということもあり、インスブルックは舞踏会の街でもある。人口密度と比較すればウィーンより多くの舞踏会がカーニバル（ファッシング）シーズン中に開かれている。
- 商工会議所舞踏会
- 夏の宮廷舞踏会
- ポーライ舞踏会
- インスブルック大学舞踏会
- 民族衣装組合の舞踏会
- 山岳団体舞踏会
- ムッラー舞踏会
- 整体師の舞踏会

などがある。

## スポーツ
インスブルックは、ウィンタースポーツの地として有名である。この地では、1964年と1976年に冬季オリンピック、1984年と1988年に2大会連続で冬季パラリンピック、2012年に冬季ユースオリンピックが開催された。さらに毎年1月3日前後には2度の五輪で使用されたベルクイーゼルシャンツェでスキージャンプ週間の第3戦が開催されている。
- FCヴァッカー・インスブルック - インスブルックに本拠地を置くサッカークラブ。通算で10度のリーグ優勝、7回のカップ優勝を果たしている。

## 姉妹都市
インスブルックは以下の都市と姉妹都市締結をしている：
- フライブルク・イム・ブライスガウ（ドイツ連邦共和国、1963年）
- グルノーブル（フランス共和国、1963年）
- サラエヴォ（ボスニア・ヘルツェゴビナ、1980年）
- オールボー（デンマーク王国、1982年）
- トビリシ（ジョージア、1982年）
- 長野県大町市（日本、1985年）
- ニューオーリンズ（アメリカ合衆国、1995年）
- クラクフ（ポーランド共和国、1998年）

## 交通

### 空港
インスブルック国際空港（空港コードINN）
インスブルックの旧市街から西に約5キロメートル離れた、イン川沿いのチロル州インスブルック市内のクラーネビッテン地区（Kranebitten）にある国際空港。オーストリア航空（準ハブ）、オーストリアン・アローズ（旧チロリアン航空）、ウェルカム・エアー、エアー・アルプス、チロリアン・ジェットサービスなどがこの空港をベースに多くの路線を開設している。
2009年にはヨーロッパの21都市をインスブルックと結び、利用者数は95万7千人であった。また、夏と冬の観光ハイシーズンにはヨーロッパのみならず、中東や北アフリカからのチャーター便も数多く発着している。冷戦期は小さな空港であったが、現在はアルプスの中央に位置し、ヨーロッパの様々な都市を結ぶハブ空港として大きく成長している。日本からはウィーン、フランクフルト、ロンドン、アムステルダム、モスクワ、コペンハーゲンを経由して入ることができる。
インスブルック市の中心部とはインスブルック市交通局の路線バスFによって結ばれており、市内中心部にあるインスブルック中央駅までは約20分である。

### 高速道路
インスブルックから東西に延びるインタール高速道路（高速道路A12）はオーストリアで最も利用されている主要な高速道路の一つである。インスブルックからクーフシュタイン、ザルツブルク、ミュンヘン（ドイツ）、ウィーン方面へは、東に延びるインタール高速道路を利用しアクセス可能である。イムスト、サンクト・アントン、ブレゲンツ、リヒテンシュタイン、チューリッヒ（スイス）方面へは、西に延びるインタール高速道路を経由してアクセスできる。
インスブルックから南にあるブレンナー峠やボルツァーノ、ヴェネツィア、ミラノなどイタリア方面へは、ブレンナー高速道路（高速道路A13）を利用してアクセス可能であり、イタリアとの国境には約30分で到達する。
北方へ向かう高速道路はノルトケッテ連峰があるために存在せず、国道を通ってゼーフェルト、ミッテンヴァルト、ガルミッシュ＝パルテンキルヒェンへアクセスできる。

### 鉄道
インスブルック中央駅はICE （国内都市間特急）、EC（ヨーロッパ国際特急）やIC（国内都市間急行）を含むドイツ、イタリア、スイスへ向かう全ての国際列車が停車する西オーストリア最大級の駅である。オーストリア国内路線ではザルツブルク、ウィーン、グラーツ、ブレゲンツ行きの直通列車があり、国際路線ではヴェローナ、ヴェネツィア、ミラノ、ミュンヘン、ハンブルク、ベルリン、チューリッヒ、バーゼル、コペンハーゲンへの直通列車が運行されている。また、ヨーロッパの高級長距離列車オリエント急行もインスブルックに停車する。

### ケーブルカー
1906年より、市街部とイン川対岸にあるフンガーブルク町を結ぶフンガーブルクバーンが運行されており、2007年には新しいケーブルカーに置き換えられている。

## 出身&ゆかりの人物

### 歴史
- フリードリヒ3世 (神聖ローマ皇帝) - ハプスブルク家出身の神聖ローマ皇帝。
- アンナ・フォン・ティロル - 神聖ローマ皇帝マティアスの皇后。
- イザベッラ・クララ・ダウストリア - マントヴァ公カルロ2世の妻。
- ジークムント (オーストリア大公) - ハプスブルク家のオーストリア公、後にオーストリア大公（前方オーストリア（Vorderösterreich）大公）。1446年から1490年までチロルを統治した。
- マグダレーナ・フォン・エスターライヒ - 神聖ローマ皇帝フェルディナント1世の娘で、ハル女子修道院(Haller Damenstift)の創立者、初代修道院長。カトリック教会の尊者。
- マリア・レオポルディーネ・フォン・ティロル - 神聖ローマ皇帝フェルディナント3世の2度目の皇后。
- マルガレータ・フォン・エスターライヒ (1416-1486) - 神聖ローマ皇帝フリードリヒ3世の妹で、ザクセン選帝侯フリードリヒ2世の妻。
- マルガレーテ・フォン・エスターライヒ (1536-1567) - 神聖ローマ皇帝フェルディナント1世の娘で、ハル女子修道院(Haller Damenstift)の共同創立者。
- レオポルト (ロレーヌ公) - ロートリンゲン（ロレーヌ）公（在位：1690年 - 1729年）。
- ジギスムント・フランツ・フォン・エスターライヒ - オーストリア大公（前方オーストリア大公）。大公レオポルト5世とクラウディア・デ・メディチの次男。

### 政治・産業・経済
- アンドレアス・マイスリンガー博士 - 政治学者、オーストリア海外奉仕協会の創設者。

### 文化人
- フリッツ・プレーグル - 有機化合物の微量分析法の開発の功績によってノーベル化学賞を受賞。
- アドルフ・ヴィンダウス - ステロイドとビタミンの研究の業績に対し、ノーベル化学賞を受賞。
- ハンス・フィッシャー - クロロフィルとヘミン合成の研究によってノーベル化学賞を受賞。
- ヴィクトール・フランツ・ヘス - 宇宙線を発見した功績でノーベル物理学賞を受賞。
- イルゼ・フォン・アルペンハイム - ピアニスト。
- エーリヒ・ウルバンナー - 作曲家及び教育者、2001年にオーストリア共和国功績勲章を受賞。
- ガブリエル・クーン - 著述家、翻訳家。ポスト構造主義の研究で哲学博士号を取得。
- アルフレッド・フェルドロース - 法学者、ウィーン大学学長、ハーグ常設国際仲裁裁判所判事、ヨーロッパ人権裁判所判事、国際法学会会長
- ブルーノ・デ・フィネッティ - 統計学者、確率の操作的主観的概念化で知られる。
- オットー・ノイゲバウアー - 数学者及び科学史家、古代から中世にかけての天文学及び精密科学の歴史に関する研究で知られる。米国科学アカデミーより「同世代の精密科学史研究者の中で最も独自かつ生産的な研究者であり、おそらくは科学史の分野においてもそうである」と評された。
- エットレ・ソットサス - 建築家、インダストリアルデザイナー。戦後イタリアン・デザインに対する世界的な評価を高めた一人。
- クリスティアン・ベルガー - 撮影監督、2009年の映画『白いリボン』で第82回アカデミー賞撮影賞にノミネートされる。
- トーマス・ラルヒャー - 作曲家及びピアニスト、オーストリアの現代音楽の主要な作曲家の一人と見なされている。
- ベルンハルト・ランダウアー - カウンターテナー（声楽家、男声アルト）、ヴィルテン少年合唱団出身で、1998年にはバッハ『ミサ曲ロ短調』のツアーにソリストとして参加、初来日している。
- ハインツ・テーザー - 建築家、美術家。
- ヴェンツェル・フックス - クラリネット奏者、ベルリン・フィルハーモニー管弦楽団首席クラリネット奏者。くらしき作陽大学客員教授。
- オトマール・スウィトナー - 指揮者、ベルリン国立歌劇場音楽監督（1964年 - 1990年）、NHK交響楽団名誉指揮者（1973年 - 1989年）。
- ヨハネス・マリア・シュタウト - 作曲家

### スポーツ
- アニタ・カップフェラー - フィギュアスケート選手（女子シングル）。
- アンドレアス・コフラー - スキージャンプ選手、2006年トリノオリンピック、バンクーバーオリンピックの団体戦で金メダルを獲得。世界選手権（札幌）及び2008年のスキーフライング世界選手権でも団体金メダルを獲得。
- バルバラ・シェット - 女子プロテニス選手、シングルス7位・ダブルス8位に入り、単複とも世界トップ10入りを果たした。
- マルクス・シュミット - リュージュ選手、1992年アルベールビルオリンピックでは一人乗りで銅メダルを獲得。1996年のリュージュ世界選手権では混合団体戦で優勝。
- マルクス・プロック - リュージュ選手、冬季オリンピックに6度出場し合計3つのメダルを獲得。リュージュ世界選手権では金メダル5個を含む14個のメダルを獲得。
- ヘルマン・ブール - 登山家、「魔の山」と呼ばれたナンガパルバットの初登頂を無酸素で成し遂げた。
- シュテファン・トゥルンビヒラー - スキージャンプ選手。2001年から国際大会に出場している。
- トーマス・ローレッガー - 自転車競技（ロードレース）選手。
- グレゴア・シュリーレンツァウアー - 2010年バンクーバーオリンピックでノーマルヒル個人・ラージヒル個人両種目で銅メダルを獲得。ラージヒル団体で金メダルを獲得。
- クルト・ヤーラ -  サッカー選手、主にオーストリア・ブンデスリーガ・FCヴァッカー・インスブルックやリーガ・エスパニョーラ・バレンシアCFでプレー。ハンブルガーSV監督時代にはJリーグ・ジュビロ磐田から高原直泰を獲得している。
- ミヒャエル・バウアー - サッカー選手、キャリアの大半をオーストリア・ブンデスリーガ・FCヴァッカー・インスブルックで過ごしたが、1997年にはJリーグ・浦和レッドダイヤモンズでプレーした。

## その他
- 世界132ヶ国で491の子供の村と1,608の関連機関を展開している民間の児童支援組織(NGO) SOS子供の村の国際本部がインスブルックに置かれている。
- 1992年に政治学者のアンドレアス・マイスリンガー博士によって設立され、ホロコースト継承奉仕、社会奉仕と平和奉仕の三つの分野にて奉仕活動を行っているオーストリア海外奉仕協会の本部がインスブルックに置かれている。

## 参照
- 『ザルツブルクとチロル アルプスの山と街を歩く』、2013年、ダイヤモンド社
- 柏木貴久子・松尾誠之・末永豊 『南ドイツの川と町』三修社 　2009　(ISBN 978-4-384-04187-3)、57－60頁。

## 風景
- 遠景
- 1494年のインスブルック
- 王宮
- 州立劇場
- 黄金の屋根
- 市街風景
- イン川岸の街並み
- 市内からのアルプスの眺め
- スキーのジャンプ台